# Thallophyte
Ce taxon est aujourd'hui obsolète.

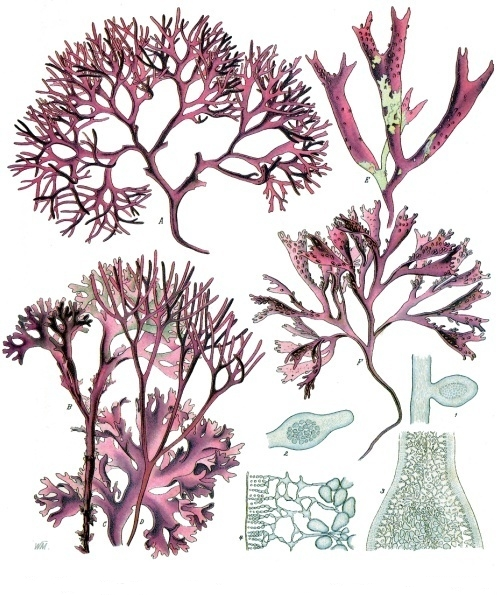
Chondrus crispus, une algue rouge jadis considérée comme une thallophyte.

Les thallophytes sont un groupe polyphylétique d'organismes non mobiles traditionnellement décrites comme « plantes inférieures » non vascularisées, sans feuille, ni tige, ni racine, possédant un corps indifférencié, ou un appareil végétatif nommé : thalle.
Ils sont issus d'une division ancienne du règne des Plantae, les thallophyta (ou thallobionta), qui inclut les champignons (ou mycètes), les algues, les lichens, et parfois les mousses et hépatiques à thalles, et de temps en temps les bactéries (notamment les cyanobactéries considérées comme des algues bleues). Les individus de cette famille sont parfois mentionnés comme des « plantes thalloïdes », par opposition aux plantes vasculaires.
Le terme « Thallophyte » date de la première moitié du XIXe siècle et de la classification d'Endlicher qui a séparé le règne végétal entre Thallophytes et Cormophytes dans son ouvrage Genera plantarum secundum ordines naturales disposita (1836-1840).